# Сандер де Вейн
Сандер де Вейн  (нід. Sander de Wijn, 2 травня 1990) — нідерландський хокеїст на траві, олімпійський медаліст.

## Виступи на Олімпіадах
| Олімпіада   | Дисципліна     | Місце |
| ----------- | -------------- | ----- |
| Лондон 2012 | хокей на траві | 2     |